# إدوارد غريفيث
إدوارد غريفيث (بالإنجليزية: Edward H. Griffith) (و. 1894 – 1975 م) هو مخرج أفلام، ومنتج أفلام، وكاتب سيناريو، وممثل أمريكي، ولد في لينشبرغ، توفي في لاغونا بيتش، أورانج، كاليفورنيا، عن عمر يناهز 81 عاماً.

## وصلات خارجية
- إدوارد غريفيث على موقع IMDb (الإنجليزية)
- إدوارد غريفيث على موقع ألو سيني (الفرنسية)
- إدوارد غريفيث على موقع أول موفي (الإنجليزية)
- إدوارد غريفيث على موقع قاعدة بيانات الأفلام السويدية (السويدية)
- إدوارد غريفيث على موقع قاعدة بيانات الفيلم (الإنجليزية)
- إدوارد غريفيث على موقع كينوبويسك (الروسية)